# 59e cérémonie des Golden Globes
La 59e cérémonie des Golden Globes, récompensant les films et séries diffusés en 2001 et les professionnels s'étant distingués cette année-là, a eu lieu le 20 janvier 2002 au Beverly Hilton Hotel de Beverly Hills.

## Palmarès
Les lauréats sont indiqués ci-dessous en premier de chaque catégorie et en caractères gras.

### Cinéma

#### Meilleur film dramatique
- Un homme d'exception (A Beautiful Mind)
  - In the Bedroom
  - Le Seigneur des anneaux : La Communauté de l'anneau (The Lord of the Rings: The Fellowship of the Ring)
  - The Barber (The Man Who Wasn't There)
  - Mulholland Drive

#### Meilleur film musical ou comédie
- Moulin Rouge
  - Le Journal de Bridget Jones (Bridget Jones's Diary)
  - Gosford Park
  - La Revanche d'une blonde (Legally Blonde)
  - Shrek

#### Meilleur réalisateur
- Robert Altman pour Gosford Park
  - Ron Howard pour Un homme d'exception (A Beautiful Mind)
  - Peter Jackson pour Le Seigneur des anneaux : La Communauté de l'anneau (The Lord of the Rings: The Fellowship of the Ring)
  - Baz Luhrmann pour Moulin Rouge
  - David Lynch pour Mulholland Drive
  - Steven Spielberg pour A.I. Intelligence artificielle (A.I. Artificial Intelligence)

#### Meilleur acteur dans un film dramatique
- Russell Crowe pour le rôle de John Forbes Nash dans Un homme d'exception (A Beautiful Mind)
  - Will Smith pour le rôle de Cassius Clay / Mohamed Ali dans Ali
  - Kevin Spacey pour le rôle de Quoyle dans Terre Neuve (The Shipping News)
  - Billy Bob Thornton pour le rôle d'Ed Crane dans The Barber (The Man Who Wasn't There)
  - Denzel Washington pour le rôle d'Alonzo Harris dans Training Day

#### Meilleure actrice dans un film dramatique
- Sissy Spacek pour le rôle de Ruth Fowler dans  In the Bedroom
  - Halle Berry pour le rôle de Leticia Musgrove dans  À l'ombre de la haine (Monster's Ball)
  - Judi Dench pour le rôle d'Iris Murdoch dans Iris
  - Nicole Kidman pour le rôle de Grace Stewart dans  Les Autres (The Others)
  - Tilda Swinton pour le rôle de Margaret Hall dans  Bleu profond (The Deep End)

#### Meilleur acteur dans un film musical ou une comédie
- Gene Hackman pour le rôle de Royal Tenenbaum dans  La Famille Tenenbaum (The Royal Tenenbaums)
  - Hugh Jackman pour le rôle de Léopold dans  Kate et Léopold (Kate & Leopold)
  - Ewan McGregor pour le rôle de Christian dans  Moulin Rouge
  - John Cameron Mitchell pour le rôle de Hansel Schmidt / Hedwig dans  Hedwig and the Angry Inch
  - Billy Bob Thornton pour le rôle de Terry Lee Collins dans  Bandits

#### Meilleure actrice dans un film musical ou une comédie
- Nicole Kidman pour le rôle de Satine dans Moulin Rouge
  - Thora Birch pour le rôle d'Enid dans Ghost World
  - Cate Blanchett pour le rôle de Kate Wheeler dans Bandits
  - Reese Witherspoon pour le rôle d'Elle Woods dans La Revanche d'une blonde (Legally Blonde)
  - Renée Zellweger pour le rôle de Bridget Jones dans Le Journal de Bridget Jones (Bridget Jones's Diary)

#### Meilleur acteur dans un second rôle
- Jim Broadbent pour le rôle de John Bayley dans Iris
  - Steve Buscemi pour le rôle de Seymour dans Ghost World
  - Hayden Christensen pour le rôle de Sam Monroe dans La Maison sur l'océan (Life as a House)
  - Ben Kingsley pour le rôle de Don Logan dans Sexy Beast
  - Jude Law pour le rôle de Gigolo Joe dans A.I. Intelligence artificielle (A.I. Artificial Intelligence)
  - Jon Voight pour le rôle de Howard Cosell dans Ali

#### Meilleure actrice dans un second rôle
- Jennifer Connelly pour le rôle d'Alicia Nash dans Un homme d'exception (A Beautiful Mind)
  - Cameron Diaz pour le rôle de Julianna 'Julie' Gianni dans Vanilla Sky
  - Helen Mirren pour le rôle de Mme Wilson dans Gosford Park
  - Maggie Smith pour le rôle de Constance, Comtesse de Trentham dans Gosford Park
  - Marisa Tomei pour le rôle de Natalie Strout dans In the Bedroom
  - Kate Winslet pour le rôle d'Iris Murdoch (jeune) dans Iris

#### Meilleur scénario
- Un homme d'exception (A Beautiful Mind) – Akiva Goldsman
  - Gosford Park – Julian Fellowes
  - The Barber (The Man Who Wasn't There) – Joel et Ethan Coen
  - Memento – Christopher Nolan
  - Mulholland Drive – David Lynch

#### Meilleure chanson originale
- Kate et Léopold – Sting pour la chanson Until...
  - Moulin Rouge – Nicole Kidman et Ewan McGregor pour la chanson Come What May
  - Pearl Harbor – Diane Warren pour la chanson There You'll Be
  - Le Seigneur des anneaux : La Communauté de l'anneau (The Lord of the Rings: The Fellowship of the Ring) – Enya pour la chanson May It Be
  - Vanilla Sky – Paul McCartney pour la chanson Vanilla Sky

#### Meilleure musique de film
- Moulin Rouge – Craig Armstrong
  - A.I. Intelligence artificielle (A.I. Artificial Intelligence) – John Williams
  - Ali – Pieter Bourke et Lisa Gerrard
  - Un homme d'exception (A Beautiful Mind) – James Horner
  - Mulholland Drive – Angelo Badalamenti
  - Pearl Harbor – Hans Zimmer
  - Le Seigneur des anneaux : La Communauté de l'anneau (The Lord of the Rings: The Fellowship of the Ring) – Howard Shore
  - Terre Neuve (The Shipping News) – Christopher Young

#### Meilleur film en langue étrangère
- No Man's Land •  Bosnie-Herzégovine
  - Le Fabuleux Destin d'Amélie Poulain •  France
  - Y tu mamá también •  Mexique
  - Avril brisé (Abril despedaçado) •  Brésil
  - Le Mariage des moussons (Monsoon Wedding) •  Inde

### Télévision
Note : le symbole « ♕ » rappelle le gagnant de l'année précédente (si nomination).

#### Meilleure série dramatique
- Six Feet Under
  - 24 heures chrono (24)
  - Alias
  - Les Experts (C.S.I.)
  - Les Soprano (The Sopranos)
  - À la Maison-Blanche (The West Wing) ♕

#### Meilleure série musicale ou comique
- Sex and the City ♕
  - Friends
  - Ally McBeal
  - Frasier
  - Will et Grace (Will & Grace)

#### Meilleure mini-série ou meilleur téléfilm
- Frères d'armes (Band of Brothers)
  - Anne Frank (Anne Frank: The Whole Story)
  - Conspiration (Conspiracy)
  - Judy Garland, la vie d'une étoile (Life with Judy Garland: Me and My Shadows)
  - Bel Esprit (Wit)

#### Meilleur acteur dans une série dramatique
- Kiefer Sutherland pour le rôle de Jack Bauer dans 24 heures chrono (24)
  - Simon Baker pour le rôle de Nicholas "Nick" Fallin dans Le Protecteur (The Guardian)
  - James Gandolfini pour le rôle de Tony Soprano dans Les Soprano (The Sopranos)
  - Peter Krause pour le rôle de Nate Fisher dans Six Feet Under
  - Martin Sheen pour le rôle de Josiah Edward Bartlet dans À la Maison-Blanche (The West Wing) ♕

#### Meilleure actrice dans une série dramatique
- Jennifer Garner pour le rôle de Sydney Bristow dans Alias
  - Lorraine Bracco pour le rôle du Dr Jennifer Melfi dans Les Soprano (The Sopranos)
  - Amy Brenneman pour le rôle du juge Amy Madison Gray dans Amy (Judging Amy)
  - Edie Falco pour le rôle de Carmela Soprano dans Les Soprano (The Sopranos)
  - Lauren Graham pour le rôle de Lorelai Gilmore dans Gilmore Girls
  - Marg Helgenberger pour le rôle de Catherine Willows dans Les Experts (C.S.I.)
  - Sela Ward pour le rôle de Lily Manning dans Deuxième Chance (Once and Again) ♕

#### Meilleur acteur dans une série musicale ou comique
- Charlie Sheen pour le rôle de Charlie Crawford dans Spin City
  - Tom Cavanagh pour le rôle d'Edward « Ed » Stevens dans Ed
  - Kelsey Grammer pour le rôle de Frasier Crane dans Frasier ♕
  - Frankie Muniz pour le rôle de Malcolm dans Malcolm (Malcolm in the Middle)
  - Eric McCormack pour le rôle de Will Truman dans Will et Grace (Will & Grace)

#### Meilleure actrice dans une série musicale ou comique
- Sarah Jessica Parker pour le rôle de Carrie Bradshaw dans Sex and the City ♕
  - Calista Flockhart pour le rôle d'Ally McBeal dans Ally McBeal
  - Jane Kaczmarek pour le rôle de Loïs dans Malcolm
  - Heather Locklear pour le rôle de Caitlin Moore dans Spin City
  - Debra Messing pour le rôle de Grace Adler dans Will et Grace (Will & Grace)

#### Meilleur acteur dans une mini-série ou un téléfilm
- James Franco pour le rôle de James Dean dans Il était une fois James Dean (James Dean)
  - Kenneth Branagh pour le rôle de Reinhard Heydrich dans Conspiration (Conspiracy)
  - Ben Kingsley pour le rôle d'Otto Frank dans Anne Frank (Anne Frank: The Whole Story)
  - Damian Lewis pour le rôle du Major Richard D. Winters dans Frères d'armes (Band of Brothers)
  - Barry Pepper pour le rôle de Roger Maris dans 61*

#### Meilleure actrice dans une mini-série ou un téléfilm
- Judy Davis pour le rôle de Judy Garland dans Judy Garland, la vie d'une étoile (Life with Judy Garland: Me and My Shadows)
  - Bridget Fonda pour le rôle Linda Sanclair dans Un bébé pas comme les autres (After Amy)
  - Julianna Margulies pour le rôle de Morgane dans Les Brumes d'Avalon (The Mists of Avalon)
  - Leelee Sobieski pour le rôle de Tosia Altman dans 1943 l'ultime révolte (Uprising)
  - Hannah Taylor-Gordon pour le rôle d'Anne Frank dans Anne Frank (Anne Frank: The Whole Story)
  - Emma Thompson pour le rôle de Vivian Bearing dans Bel Esprit (Wit)

#### Meilleur acteur dans un second rôle dans une série, une mini-série ou un téléfilm
- Stanley Tucci pour le rôle d'Adolf Eichmann dans Conspiration (Conspiracy)
  - John Corbett pour le rôle d'Aidan Shaw dans Sex and the City
  - Sean Hayes pour le rôle de Jack McFarland dans Will et Grace (Will & Grace)
  - Ron Livingston pour le rôle du Capitaine Lewis Nixon dans Frères d'armes (Band of Brothers)
  - Bradley Whitford  pour le rôle de Josh Lyman dans À la Maison-Blanche (The West Wing)

#### Meilleure actrice dans un second rôle dans une série, une mini-série ou un téléfilm
- Rachel Griffiths pour le rôle de Brenda Chenowith dans Six Feet Under
  - Jennifer Aniston pour le rôle de Rachel Green dans Friends
  - Tammy Blanchard pour le rôle de Judy Garland (jeune) dans Judy Garland, la vie d'une étoile (Life with Judy Garland: Me and My Shadows)
  - Allison Janney pour le rôle de Claudia Jean Cregg dans À la Maison-Blanche (The West Wing)
  - Megan Mullally pour le rôle de Karen Walker dans Will et Grace (Will & Grace)

### Spéciales

#### Cecil B. DeMille Award
- Harrison Ford

#### Miss Golden Globe
- Haley Giraldo

## Récompenses et nominations multiples

### Nominations multiples

#### Cinéma
6  : Un homme d'exception, Moulin Rouge
 5  : Gosford Park
 4  : Mulholland Drive, Le Seigneur des anneaux : La Communauté de l'anneau
 3  : In the Bedroom, Iris, Ali, A.I. Intelligence artificielle, The Barber
 2  : Pearl Harbor, Kate et Léopold, Ghost World, Vanilla Sky, Terre Neuve, La Revanche d'une blonde, Le Journal de Bridget Jones

#### Télévision
5  : Will et Grace
 4  : Les Soprano
 3  : Six Feet Under, Sex and the City, Frères d'armes, Anne Frank, Conspiration, Judy Garland, la vie d'une étoile
 2  : Malcolm, Les Experts, Alias, 24 heures chrono, Spin City, Bel Esprit, Frasier, Ally McBeal, Friends

#### Personnalités
3  : Nicole Kidman
 2  : David Lynch, Billy Bob Thornton, Ewan McGregor, Ben Kingsley

### Récompenses multiples
Légende : Nombre de récompenses/Nombre de nominations

#### Cinéma
4 / 6 : Un homme d'exception
3 / 6 : Moulin Rouge

#### Télévision
2 / 3 : Six Feet Under, Sex and the City

#### Personnalités
Aucune

### Les grands perdants

#### Cinéma
0 / 4  : Le Seigneur des anneaux : La Communauté de l'anneau, Mulholland Drive

#### Télévision
0 / 5 : Will et Grace